# Demonim
Demonimele (gr. „dêmos”, δῆμος, populație + „ónyma”, ὄνυμα, nume; după en. „demonym”) sau numele de locuitori reprezintă denumirea unei persoane în calitate de locuitor sau care își are originea într-un anumit loc (sat, oraș, regiune, țară, continent etc.). 
În unele limbi, precum limba română, demonimele se scriu cu inițială minusculă, în altele, precum limba engleză, acestea se scriu cu inițială majusculă. De obicei demonimele sunt derivate din toponime (Europa → european, Argeș → argeșean etc.) dar se poate întâmpla și invers (român → România, franc → Franța etc.). Pentru locurile pentru ai căror locuitori nu există demonime într-o anumită limbă sau în cazul în care ele nu sunt cunoscute de persoana în cauză, se folosește formula „locuitor/băștinaș/cetățean al locului «x»” („locuitor al Insulelor Bermude”, „cetățean al Regatului Unit” etc.).